# 지요다정
지요다정(일본어: 千代田町 지요다마치[*])은 일본 군마현 남동부에 있는 오라군의 정이다. 도네강을 사이로 사이타마현과의 현 경계에 위치한다.

## 인접하는 자치체
- 군마현
  - 다테바야시시
  - 오라군 메이와정, 오이즈미정, 오라정

- 사이타마현
  - 구마가야시
  - 교다시

## 역사
- 1889년 4월 1일 - 정촌제 시행과 함께 오라군에 도미나가촌, 에이라쿠촌, 나가에촌이 탄생하였다.
- 1955년 3월 31일 - 도미나가촌, 에이라쿠촌, 나가에촌이 합병해 지요다촌이 성립하였다.
- 1956년 9월 30일 - 옛 나가에촌을 지요다촌에서 분리해 나카지마촌에 편입하였다.
- 1982년 4월 1일 - 정으로 승격해 지요다정이 되었다.

## 인구
| 연도 | 인구   | ±%     |
| ---- | ------ | ------ |
| 1960 | 10,192 | —      |
| 1970 | 9,620  | −5.6%  |
| 1980 | 10,680 | +11.0% |
| 1990 | 11,527 | +7.9%  |
| 2000 | 11,602 | +0.7%  |
| 2010 | 11,467 | −1.2%  |